# BMW Série 8 II
Pour les articles homonymes, voir BMW Série 8.
La BMW Série 8 II (G14) est une berline grand tourisme produite par le constructeur automobile allemand BMW et commercialisée à partir de novembre 2018. Elle est commercialisée en coupé et cabriolet, et une troisième version coupé 4 portes existe dénommée Gran coupé.

## Présentation
La nouvelle génération de BMW Série 8 est présentée le 15 juin 2018, à l'occasion des 24 Heures du Mans, dans sa version M850i xDrive, six mois avant sa commercialisation.
La BMW Série 8 de seconde génération remplace la BMW Série 6 dans la gamme actuelle qui n'était commercialisée qu'en version Gran Coupé, mais se veut la descendante directe de la BMW Série 8 produite de 1989 à 1999. La Série 8 de 2018 est disponible en coupé dans un premier temps fin 2018, puis en cabriolet 4 places dans un second temps en 2019 et enfin en version coupé 4 portes Gran Coupé fin 2019, concurrente de la Mercedes-AMG GT 4 portes.

## Versions

### Coupé
Le coupé 2+2 est officiellement présenté au Mondial Paris Motor Show 2018 et commercialisé à partir de novembre 2018. Avec deux portes, deux places avant et deux places arrière limitées en hauteur (1,65 mètre) à cause de la ligne fuyante du coupé.

### Cabriolet
La version cabriolet de la Série 8 est présentée au salon de Los Angeles en novembre 2018, pour une arrivée en concession au printemps 2019. Elle est basée sur la version coupé avec un toit souple en toile et réclame 8 000 euros de plus.
Le cabriolet reprend les motorisations du coupé, à savoir le V8 essence 530 ch et le 6 cylindres diesel de 320 ch. Il est 125 kg plus lourd que le coupé et son coffre perd 70 litres de contenance pour recevoir la capote souple. Celle-ci se replie en 15 secondes et jusqu'à 50 km/h.

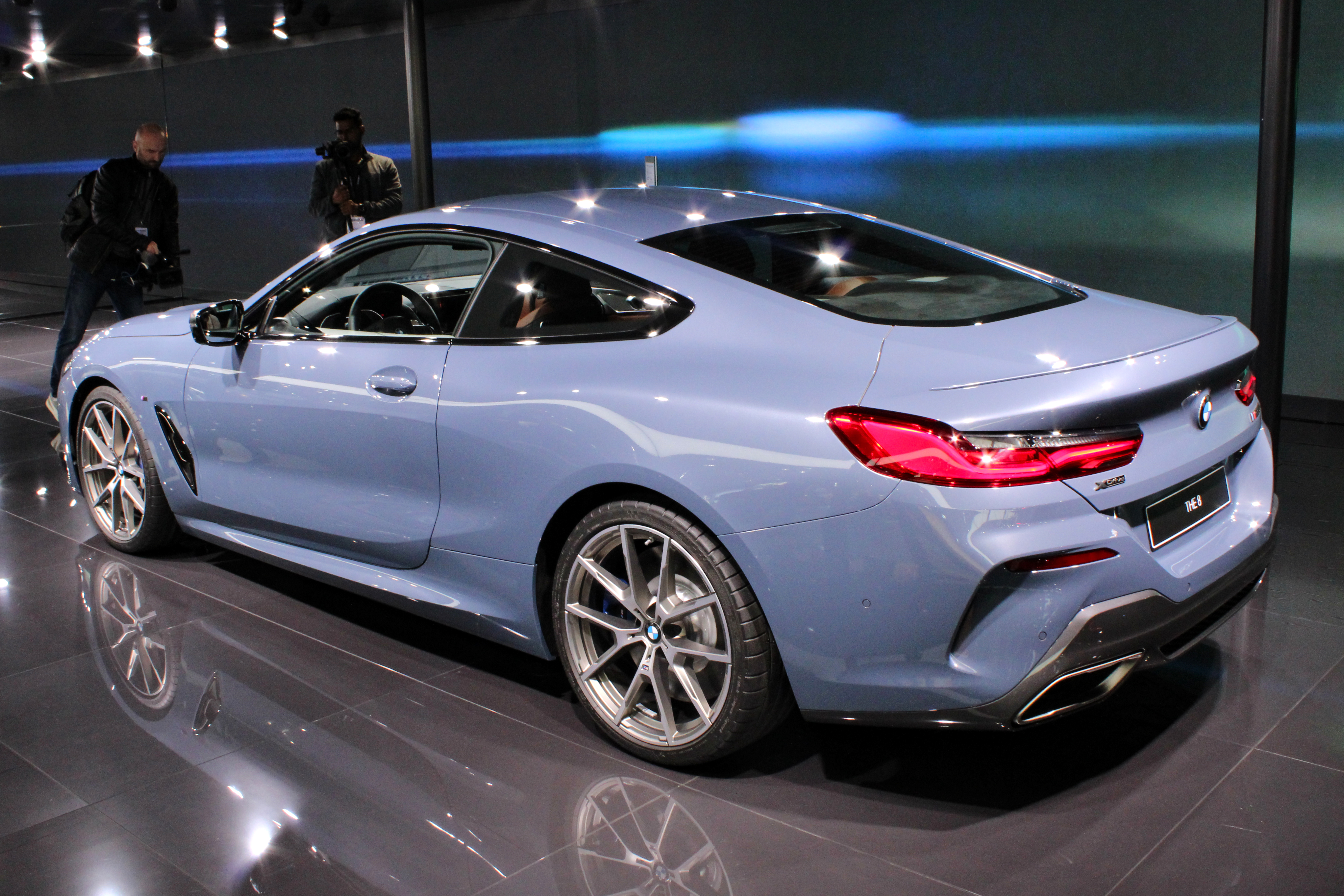
BMW Série 8 II coupé.
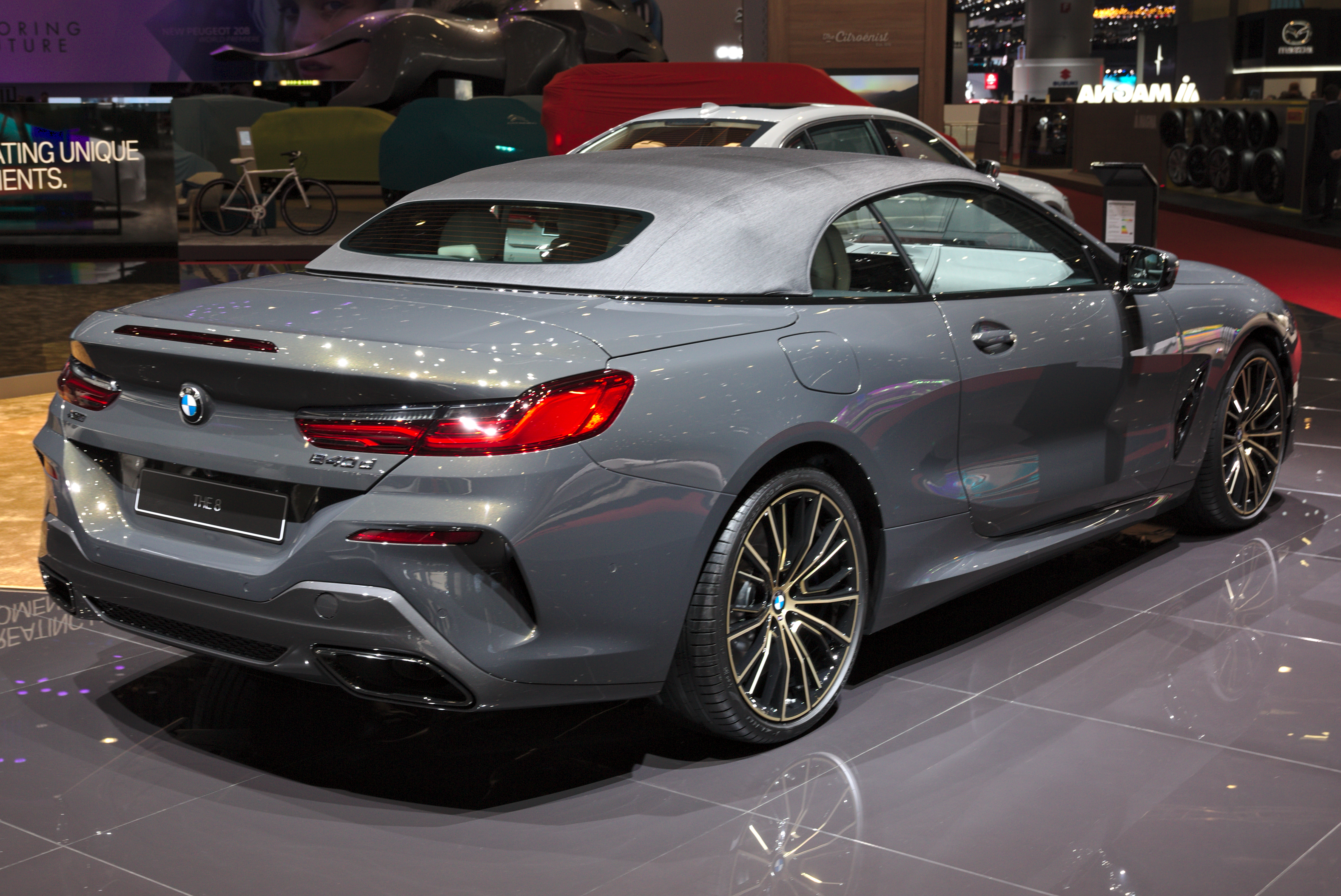
BMW Série 8 II cabriolet.
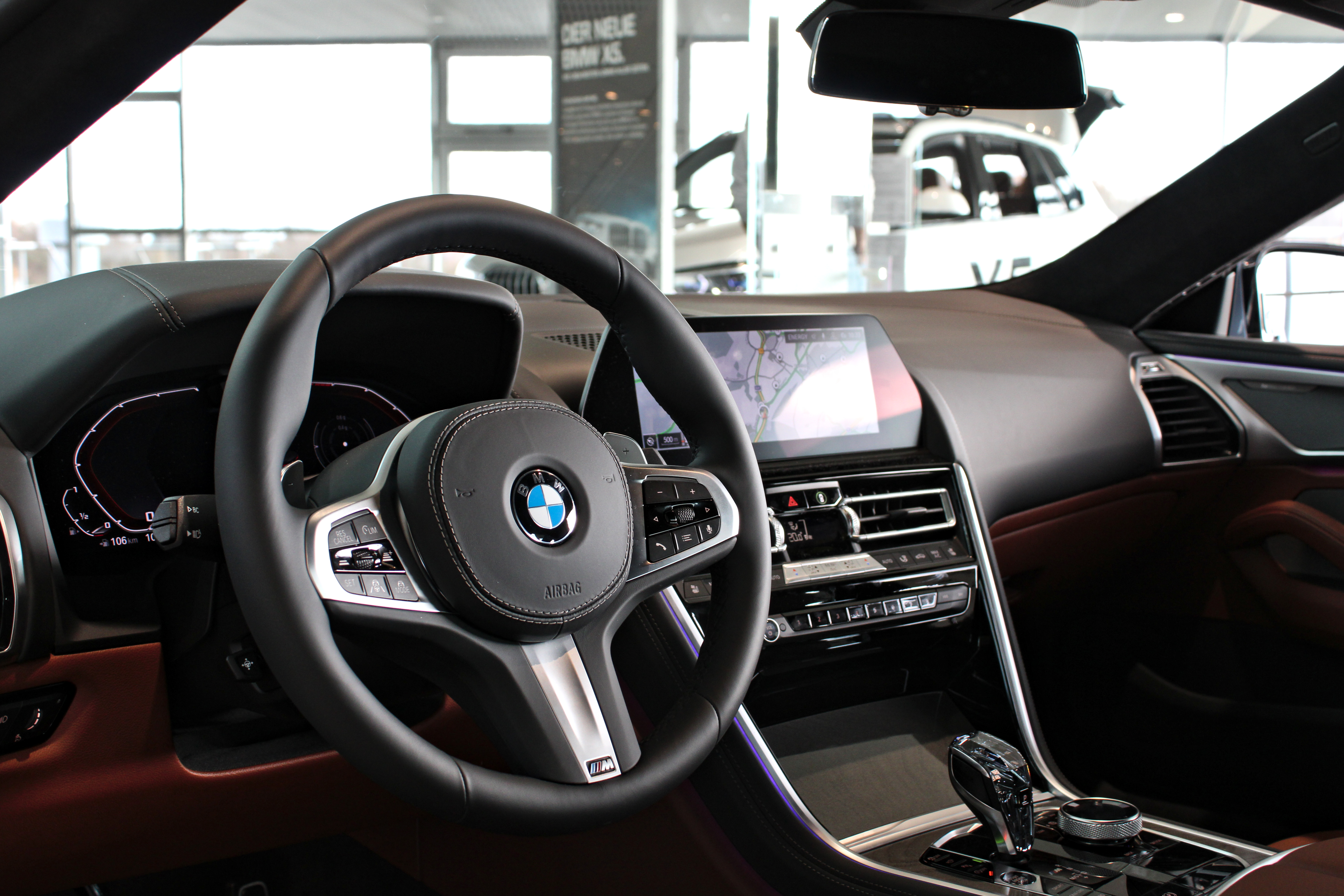
Intérieur.

### Gran Coupé
La Série 8 Gran Coupé est plus longue (+ 23,1 cm), plus large (+ 3 cm) et plus haute (+ 6,1 cm) que le coupé Série 8. Son empattement est aussi plus important avec 3,02 m, soit 20,1 cm de plus.

## Caractéristiques techniques

### Technologie
La Série 8 reçoit une instrumentation 100 % numérique de 31 cm baptisée BMW Live Cockpit Professional, un écran tactile de 26 cm sur sa planche de bord, la reconnaissance gestuelle, un affichage tête haute, la technologie d’éclairage au laser, ainsi qu'un sélecteur de modes de conduite associé à un mode adaptatif (Confort, Eco Pro, Sport, et Sport+). Elle n'est disponible qu'en transmission intégrale avec les quatre roues directrices, ainsi que des amortisseurs adaptatifs. Elle est équipée de toutes les dernières technologies d'aide à la conduite et de sécurité comme le régulateur de vitesse adaptatif, l'avertisseur de collision, le freinage automatique d’urgence, l'alerte de sortie de voie, l'assistance de conduite dans les embouteillages, et l'assistance au parking.

### Motorisations
Le constructeur bavarois agrémente sa gamme de motorisations en 2019 avec la version la plus sportive la M8 et son V8 biturbo de 600 ch.
Les chiffres de consommation de carburant et de pollution correspondent aux chiffres maximaux proposés par le constructeur.
Dans le tableau ci-dessous, les données entre crochets concernent le cabriolet.
|                                                      | 840i                 | 840i                 | M850i xDrive      | M8                             | M8 Competition                 | 840d xDrive          |
| ---------------------------------------------------- | -------------------- | -------------------- | ----------------- | ------------------------------ | ------------------------------ | -------------------- |
| Carburant                                            | Essence              | Essence              | Essence           | Essence                        | Essence                        | Diesel               |
| Moteur                                               | 6 cylindres en ligne | 6 cylindres en ligne | 8 cylindres en V  | 8 cylindres en V               | 8 cylindres en V               | 6 cylindres en ligne |
| Alimentation                                         | Turbocompressé       | Turbocompressé       | Bi-turbocompressé | Bi-turbocompressé              | Bi-turbocompressé              | Turbocompressé       |
| Cylindrée (cm3)                                      | 2 998                | 2 998                | 4 395             | 4 395                          | 4 395                          | 2 993                |
| Puissance maxi ch (kW)                               | 340 (250)            | 340 (250)            | 530 (390)         | 600 (441)                      | 625 (460)                      | 320 (235)            |
| au régime de (tr/min)                                | 5 500 à 6 500        | 5 500 à 6 500        | 5 500 à 6 000     | 6 000                          | 6 000                          | 4 400                |
| Couple maxi (N m)                                    | 450                  | 450                  | 750               | 750                            | 750                            | 680                  |
| au régime de (tr/min)                                | 1 500 à 5 200        | 1 500 à 5 200        | 1 800 à 4 600     | 1 800 à 5 600                  | 1 800 à 5 800                  | 1 750 à 2 250        |
| Boîte de vitesses                                    | Steptronic 8         | Steptronic 8         | Steptronic 8      | M Steptronic 8 avec Drivelogic | M Steptronic 8 avec Drivelogic | Steptronic 8         |
| Transmission                                         | Propulsion           | xDrive               | xDrive            | Intégrale (M xDrive)           | Intégrale (M xDrive)           | xDrive               |
| Vitesse maxi (en km/h)                               | 250                  | 250                  | 250               | 250 / (305 Pack M)             | 250 / (305 Pack M)             | 250                  |
| 0-100 km/h (en s)                                    |                      |                      | 3,7               | 3,3 [3,4]                      | 3,2 [3,3]                      | 4,9                  |
| Consommation (en L/100 km) urbain/extra-urbain/mixte |                      |                      | 13,1/7,9/9,8      | 15,2/8,0/10,6 [15,2/8,2/10,8]  | 15,3/8,0/10,6 [15,2/8,3/10,8]  | 7,6/5,4/6,2          |
| Émissions de CO2 (en g/km)                           |                      |                      | 221-224           | 238-242 [241-246]              | 238-242 [241-246]              | 160-164              |
| Capacité du réservoir (en L)                         |                      |                      | 68                | 68                             | 68                             | 66                   |
| Masse à vide (kg)                                    |                      |                      | 1 965             | 1 960 [2 085]                  | 1 960 [2 085]                  | 1 905                |
| Norme environnementale                               | Euro 6d Temp         | Euro 6d Temp         | Euro 6d Temp      | Euro 6d Temp                   | Euro 6d Temp                   | Euro 6d Temp         |

### Finitions
Le constructeur s'est associé au bijoutier Swarovski pour proposer en option du cristal sur le levier de vitesses, la commande multimédia et les boutons de la radio.
Trois finitions sont disponibles pour le coupé en diesel, et une seule pour la version essence :
- 840d xDrive
- 840d xDrive M Sport
- 840d xDrive M Sport Technic
- 850i xDrive M Performance

#### Série limitée
- M850i First Edition (400 exemplaires)[17]

#### Série spéciale
- Golden Thunder Edition[18].

## Concept-car

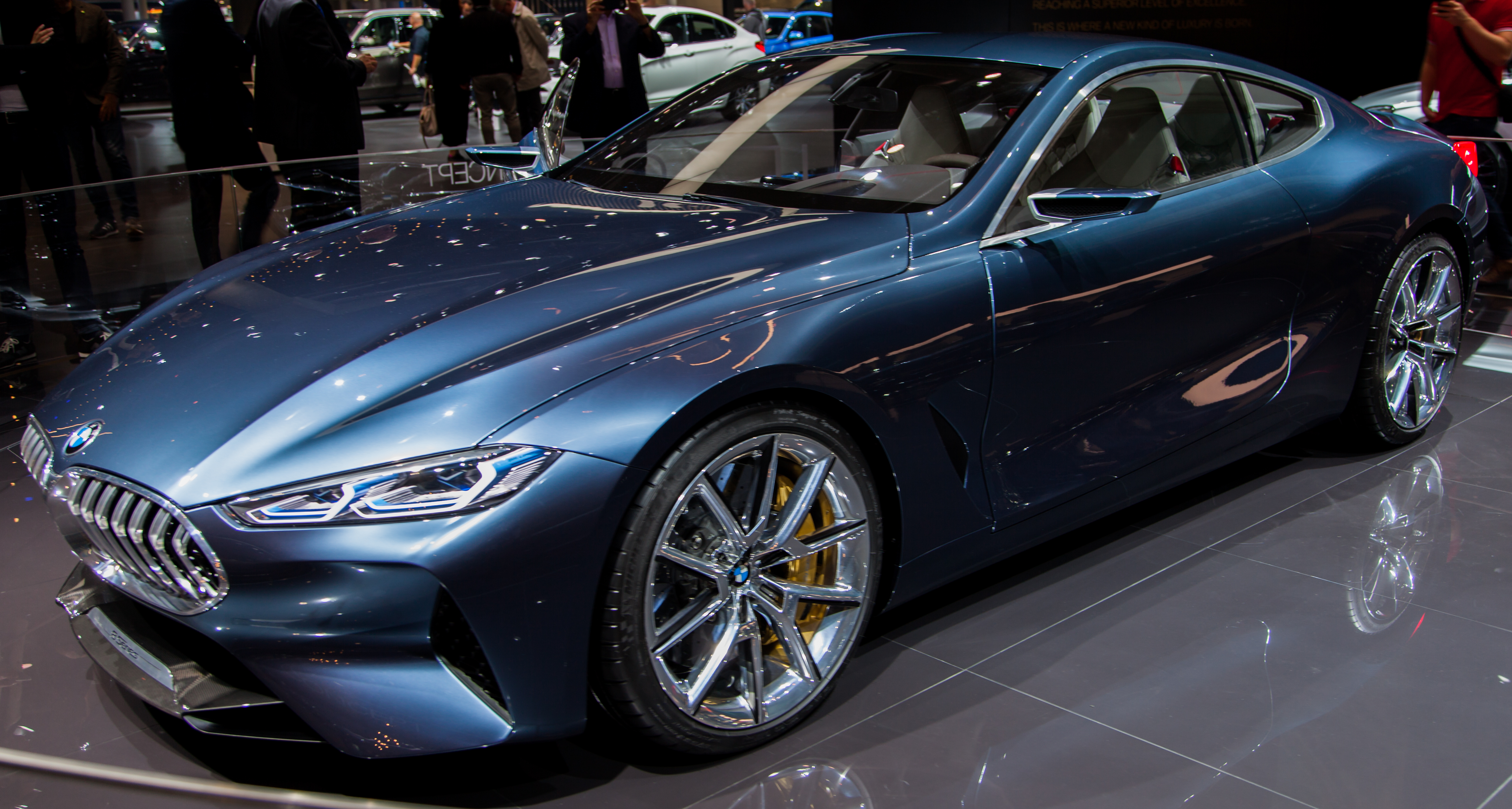
BMW Série 8 Concept.

Le nouveau coupé BMW Série 8 a été préfiguré par le concept-car BMW Série 8 Concept présenté le 26 mai 2017 au Concours d'élégance Villa d'Este en Italie.

## Compétition

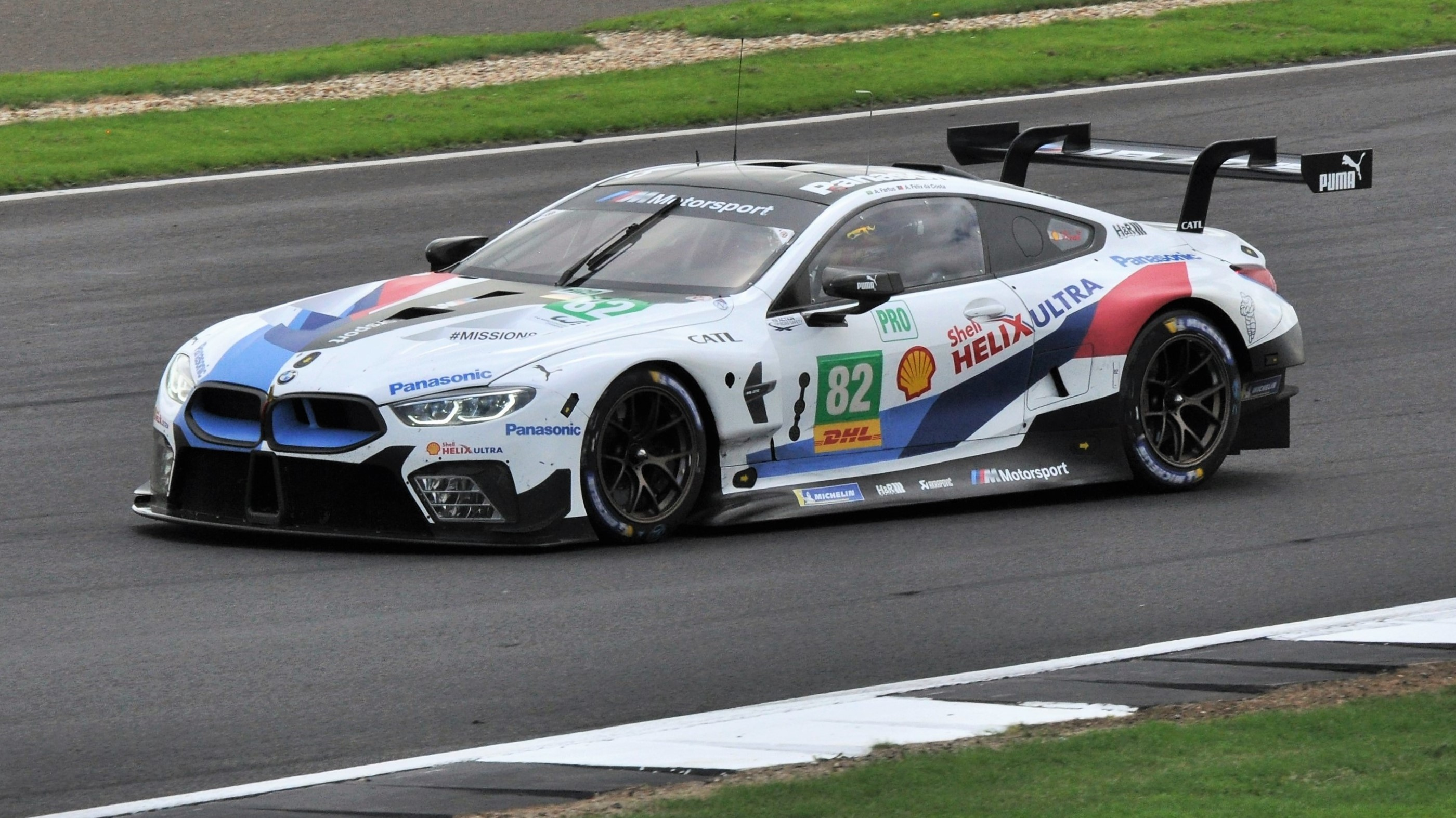
BMW M8 GTE.

BMW a présenté la BMW M8 GTE, avant la version de série, au Salon de l'automobile de Francfort le 12 septembre 2017. Celle-ci participe au championnat WEC, avec les 24 Heures du Mans, elle commence la compétition aux 24 Heures de Daytona 2018.